# Jesús Humberto Zazueta Aguilar
Jesús Humberto Zazueta Aguilar (Costa Rica, Sinaloa, 22 de febrero de 1956). Es un político mexicano, miembro del Partido de la Revolución Democrática, ha sido en dos ocasiones diputado federal. Pertenece a la corriente "Movimiento Cívicos".
Es pasante de la Licenciatura en Ciencias Sociales, en el Comité Ejecutivo Nacional del PRD ocupó los cargos de secretario de Educación Política en 1989, secretario de Derechos Humanos de 1996 a 1999 y secretario de Organización de 2000 a 2003. Ha sido electo diputado federal plurinominal en dos ocasiones, a la LV Legislatura de 1991 a 1994 y a la LX Legislatura de 2006 a 2009.